# 皮德霍羅德涅 (利維夫州)

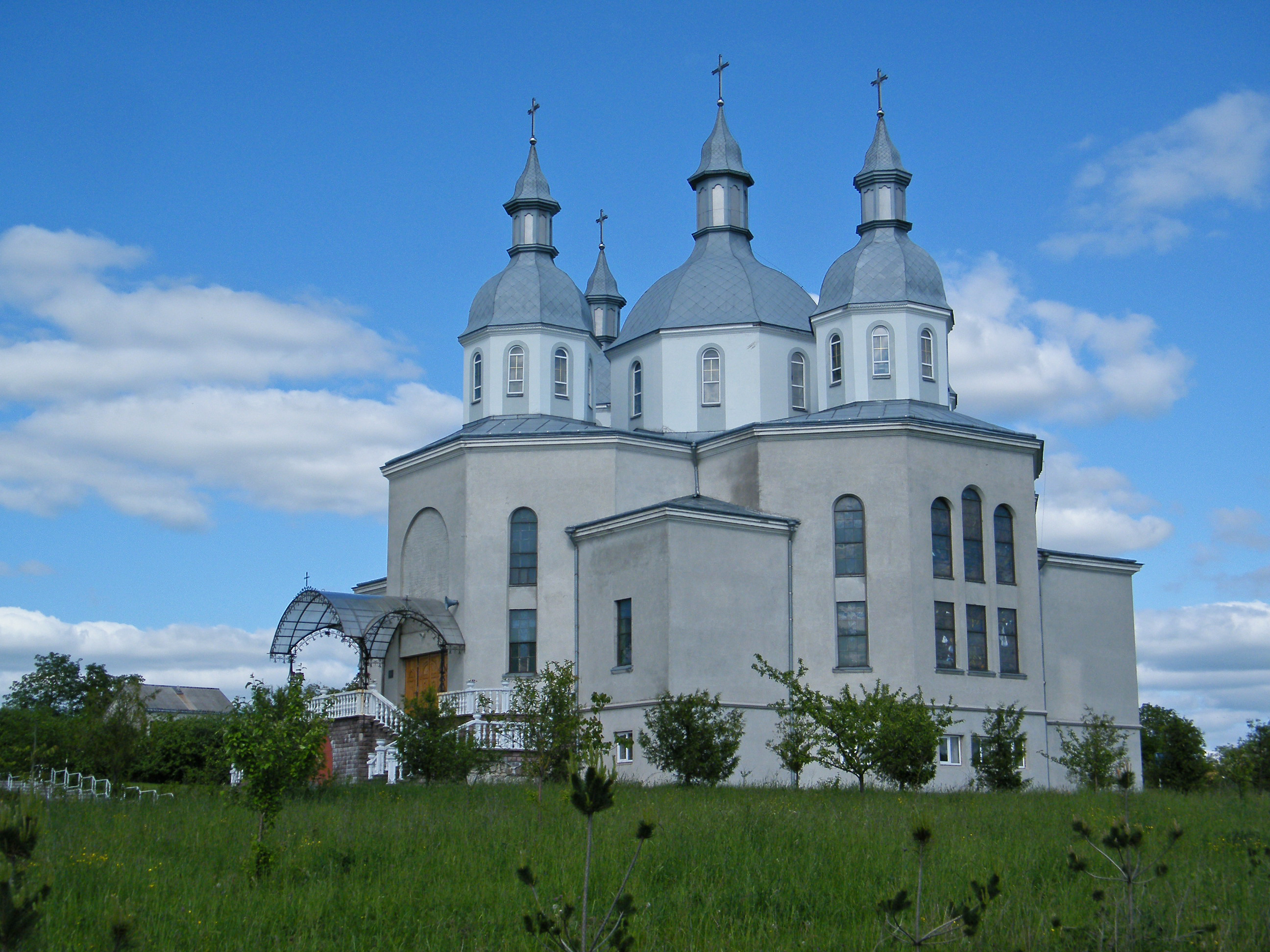
教堂

皮德霍罗德涅（烏克蘭語：Підгороднє），2024年9月前名为皮德霍羅德內（烏克蘭語：Підгородне），是烏克蘭的村落，位於該國西部利沃夫州，由佐洛奇夫區佐洛奇夫市镇負責管轄，面積1.42平方公里，海拔高度262米，人口1,400。
2024年9月19日，乌克兰最高拉达将此村的名字改为皮德霍罗德涅。